# 1936年至1937年英格蘭足總盃
1936/37球季英格蘭足總盃（英語：FA Cup），是第62屆英格蘭足總盃，今屆賽事的冠軍是新特蘭，他們在決賽以3:1擊敗普雷斯頓，奪得冠軍。本屆賽事繼續在舊溫布萊球場舉行。
普雷斯頓在之後的一屆成功奪得冠軍。

## 外部連結
1. 英格蘭足總盃官網Archive-It的存檔，存档日期2012-04-24
2. 英格蘭足總盃 歷屆冠軍（页面存档备份，存于）